# Andrija Drljo
Andrija Drljo (Mostar, 2002. szeptember 6. –) bosnyák labdarúgó, szélsőként a kazah első osztályban, a Kizilzsar csapatában játszik.
Bosznia-Hercegovinában született és nőtt fel, profi pályafutását az MTK Budapestnél kezdte, ahonnan később kölcsönbe került a Szentlőrinchez. 2022-ben Zrinjski Mostarhoz csatlakozott. 2023-ban a Željezničarhoz szerződött.

## Pályafutása
2020 októberében írta alá első profi szerződését az MTK Budapest csapatával. 2021-22-es szezon hátralévő részére kölcsönadták  Szentlőrincnek.
2022. július 15-én csatlakozott a bosnyák labdarúgó-bajnokságban szereplő, Zrinjski Mostarhoz.  2022. szeptember 4-én, a Sarajevo elleni 4–1-es hazai győzelem során mutatkozott be.

### Željezničar
2023. január 19-én két és fél éves szerződés írt alá a Željezničar csapatával. 2023. február 18-án a Leotar elleni Bosnyák Kupa mérkőzésen debütált és megszerezte első gólját a klubban.

## A válogatottban
Többszörös utánpótlás válogatott. Jelenleg a Bosznia-Hercegovina U21-es csapatnak a tagja.

## Statisztikái

### Klub
2023. december 2-án frissítve.
| Klub                  | Szezon           | Bajnokság            | Bajnokság | Bajnokság | Kupa  | Kupa  | Nemzetközi | Nemzetközi | Összesen | Összesen |
| Klub                  | Szezon           | Liga                 | Mérk.     | Gólok     | Mérk. | Gólok | Mérk.      | Gólok      | Mérk.    | Gólok    |
| --------------------- | ---------------- | -------------------- | --------- | --------- | ----- | ----- | ---------- | ---------- | -------- | -------- |
| MTK Budapest          | 2020–21          | NBI                  | 3         | 0         | 0     | 0     | —          | —          | 3        | 0        |
| MTK Budapest          | 2021–22          | NBI                  | 4         | 0         | 2     | 0     | —          | —          | 6        | 0        |
| MTK Budapest          | Összesen         | Összesen             | 7         | 0         | 2     | 0     | —          | —          | 9        | 0        |
| Szentlőrinc (kölcsön) | 2021–22          | NBII                 | 11        | 1         | —     | —     | —          | —          | 11       | 1        |
| Zrinjski Mostar       | 2022–23          | Bosnyák első osztály | 6         | 0         | 1     | 0     | 0          | 0          | 7        | 0        |
| Željezničar           | 2022–23          | Bosnyák első osztály | 13        | 0         | 4     | 1     | —          | —          | 17       | 1        |
| Željezničar           | 2023–24          | Bosnyák első osztály | 13        | 0         | 0     | 0     | 3          | 0          | 16       | 0        |
| Željezničar           | Összesen         | Összesen             | 26        | 0         | 4     | 1     | 3          | 0          | 33       | 1        |
| Karrier összesen      | Karrier összesen | Karrier összesen     | 50        | 1         | 7     | 1     | 3          | 0          | 60       | 2        |

## Fordítás
- Ez a szócikk részben vagy egészben  az   Andrija Drljo című angol Wikipédia-szócikk fordításán alapul.  Az eredeti cikk szerkesztőit annak laptörténete sorolja fel. Ez a jelzés csupán a megfogalmazás eredetét és a szerzői jogokat jelzi, nem szolgál a cikkben szereplő információk forrásmegjelöléseként.